# حصن كورفو الجديد

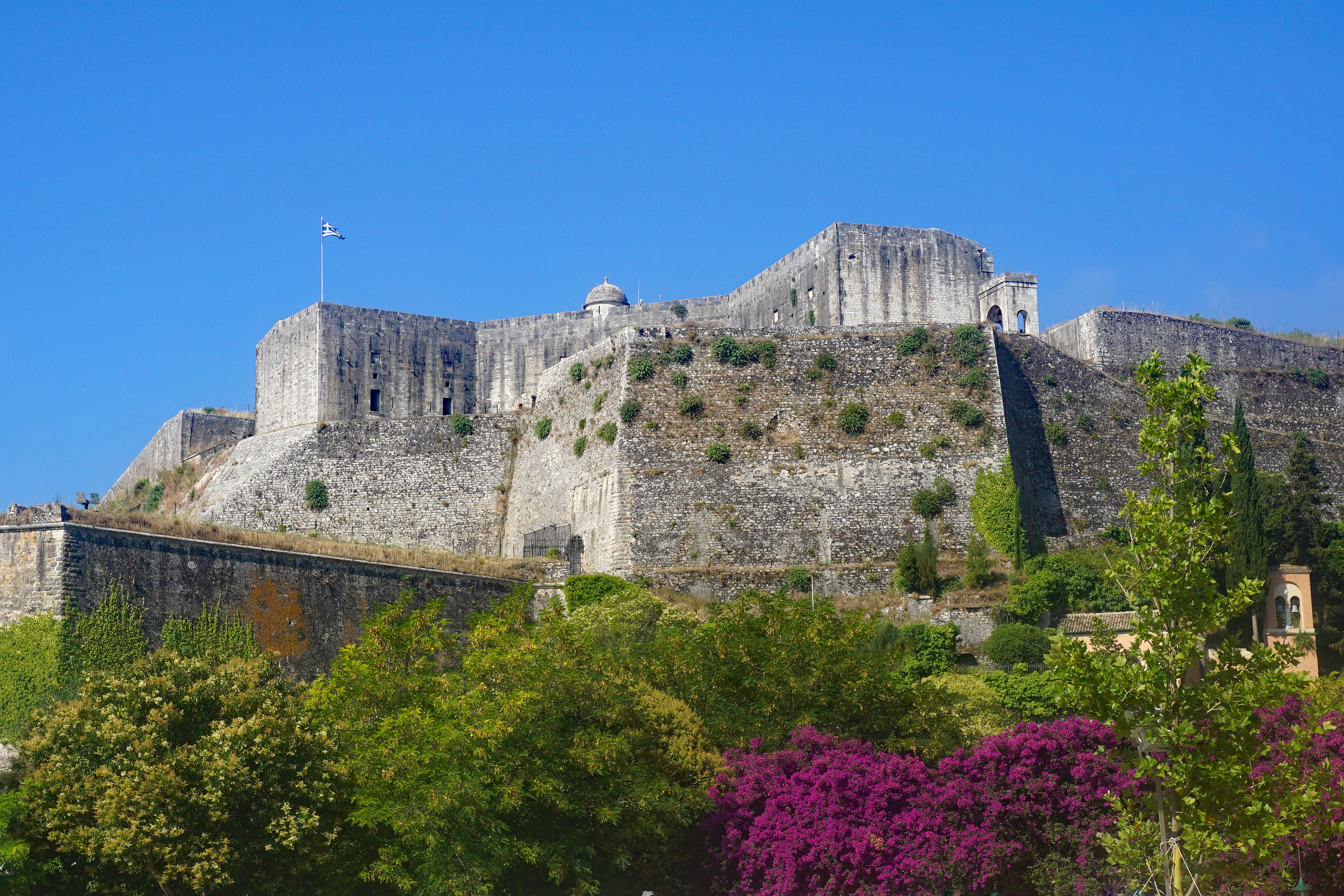
الحصن الجديد من ميناء كورفو القديم

حصن كورفو الجديد (باليونانية: Νέο Φρούριο، بالبندقية: Fortezza Nuova) وهو حصن بندقاني بُني على عدة مراحل على تل القديس مارك في جزيرة كورفو. المهندس المعماري المبدع الذي صمم الحصن هو المهندس العسكري فيرانتي فيتيلي. أما الأبنية الحالية الموجودة داخل الحصن فقد بناها البريطانيون خلال فترة حكمهم للجزيرة بالفترة ما بين عامي (1815-1863). في الجزء العلوي من الحصن يوجد مبنى حجري كان يستخدم للدفاع أثناء الحروب ومبنى من الطوب يستخدم الآن كمقر للمحطة البحرية في جزيرة كورفو. وسع لاحقًا البريطانيون والفرنسيون التحصينات البندقانية لمساعدتهم في صد أي هجوم تركي محتمل. تضمنت هذه التحصينات 700 قطعة مدفعية يصل مداها حتى الساحل الألباني.

## الأصول
طور البنادقة في أعقاب أول حصار عثماني كبير لجزيرة كورفو وذلك في عام 1537، خططًا دفاعية لتوسيع تحصينات المدينة. إضافةً لذلك، ونتيجةً للخسائر الفادحة بأرواح المدنيين، أرسل مجلس مدينة كورفو ممثلين دبلوماسيين إلى مدينة البندقية يشتكون من عدم وجود تحصينات لأجزاء من مدينة كورفو الواقعة خارج أسوار القلعة التي تعود إلى القرون الوسطى. واستجابةً لذلك، شرع البنادقة في البدء بأعمال بناء الجدران والتحصينات لتعزيز دفاعات الجزء الأكبر من البلدة الواقعة خارج جدران القلعة القديمة.
ولتحقيق أهدافهم التوسعية هدم البنادقة 2000 منزل في ضاحية سان روكو، وبنوا مكانها تحصينات وجدران جديدة بتكلفة أعلى. وبعد الانتهاء من أعمال التحصين التي بدأوا بها، بنى البنادقة الحصن الجديد على تل القديس مارك لتعزيز دفاعات مدينة كورفو الخارجية وليكون حلقة الوصل للتحصينات الجديدة. بالنسبة للتاريخ الدقيق لبداية إنشاءه فهو غير معروف بدقة لكن تختلف الحسابات بين 1576 أو 1577-1588 و1572-1645.بدوره أورد المؤرخ كورفيوت كاتساروس عن تاريخ بدء الإنشاء بأنه كان أيضًا في عام 1577. امتدت هذه الأعمال التحصينية أيضًا لتشمل توسيع المحيط الدفاعي للقلعة القديمة الواقعة داخل الحصن القديم.

## التفاصيل المعمارية
يُقسم مجمّع الحصن إلى مستويين. يحوي القسم السفلي مبنى من ثلاثة طوابق ويُدعى «بونتا بيربيتوا» إضافةً لمَعقل خماسي الشكل. وداخل المعقل يوجد متاهة من الغرف المقوسة والمعارض وفتحات التهوية والسلالم والمنحدرات. يتمتع الحصن ببوابتين على الطراز الباروكي. ويتميز الجانب الغربي للحصن بخندق مائي جاف على طول الجدران، يمتد من سوق الخضار إلى الميناء الجديد. ويُعد هذا الخندق مثالًا جيدًا على فن بناء الخنادق المائية.
يحوي المبنى معقلين مزدوجين يدعى إحداهما «معقل الرياح السبع». ويتميز المعقل بإطلالة مشرفة على البحر وعلى جبال البر الرئيسي لليونان. ويوجد أسفل المعقل مبنى أنشأه البريطانيون وكان يُعد بمثابة ثكنات عسكرية. يستخدم في الوقت الحاضر لاستضافة المعارض والأعمال الفنية وكفسحة للمناسبات الاجتماعية.
يبلغ ارتفاع المعقل 55 مترًا عن مستوى سطح البحر ويتميز بتراكيب خاصة كخزانات تحت الأرض ومخازن للبارود ومرابط للمدفعية إضافةً لقاعات تحت الأرض.